# 16116 Balakrishnan
A 16116 Balakrishnan (ideiglenes jelöléssel 1999 XQ29) a Naprendszer kisbolygóövében található aszteroida. A LINEAR projekt keretében fedezték fel 1999. december 6-án.